# Star Wars: Galactic Defense
Star Wars: Galactic Defense est un jeu vidéo de type tower defense développé par DeNA et édité par Disney Interactive Studios, sorti en 2014 sur iOS et Android.

## Accueil
- Gamezebo : 3/5[1]
- Pocket Gamer : 3,5/5[2]
- TouchArcade : 2,5/5[3]